# Protium attenuatum
Protium attenuatum,  es una especie de planta con flor en la familia de las Burseraceae. 
Se halla en Dominica, Guadalupe, Jamaica, Martinica, Saint Kitts and Nevis, Santa Lucía, y San Vicente y las Granadinas.  

## Fuente
- World Conservation Monitoring Centre 1998.  Protium attenuatum. 2006 IUCN Red List of Threatened Species. bajado 23 de agosto de 2007